# Ankeny
Ankeny é uma cidade localizada no estado americano de Iowa, no Condado de Polk.

## Demografia
Segundo o censo americano de 2010, a sua população era de 45 582 habitantes. Em 2019, foi estimada uma população de 67 355 habitantes.

## Geografia
De acordo com o Departamento do Censo dos Estados Unidos, Ankeny tem uma área de 75,92 km², dos quais 75,92 km² cobertos por terra e 0,0 km² cobertos por água.

## Localidades na vizinhança
O diagrama seguinte representa as localidades num raio de 12 km ao redor de Ankeny. 